# Lincoln Standard L.S.5 “Tourabout”
El Lincoln Standard “Tourabout” era un biplano fabricado por la firma Lincoln Aircraft Co..

## Especificaciones técnicas

### Características generales
- Tripulación: 1
- Capacidad: 4
- Longitud: 8,10
- Envergadura: 13,60
- Altura: 3,30
- Peso vacío: 789 kg (1739 lb)
- Planta motriz:   Hispano-Suiza.
  - Potencia: 150 kW (207 HP; 204 CV) cada uno.

### Rendimiento
- Datos: Q6551022
- Multimedia: Lincoln Aircraft / Q6551022